# Palacio de la Magdalena (Lima)
El Palacio de la Magdalena es una casona virreinal ubicada en el distrito de Pueblo libre, en la ciudad de Lima, capital del Perú. Se encuentra en el lado norte de la plaza de los Libertadores y frente al Palacio Municipal del distrito. Fue declarado monumento nacional en 1972, mediante la resolución R.S.N.º 2900-72-ED.

## Historia
Residencia del penúltimo virrey del Perú, Joaquín de la Pezuela, es conocida popularmente como Quinta de los Libertadores por haber servido de hospedaje a los Libertadores, José de San Martín y Simón Bolívar, quienes tuvieron al palacio como residencia de gobierno y cuartel general durante las campañas de independencia del Perú.
Durante la Guerra del Pacífico (1879-1883), fue la sede del gobierno del presidente Francisco García-Calderón, única administración nacional reconocida por el Ejército chileno durante la ocupación de Lima.

## Descripción
Es junto a la Casa Hacienda de Orbea, uno de los ejemplos más destacados de arquitectura civil virreinal del distrito limeño. Parte del terreno adyacente y algunos ambientes de la residencia fueron reformados para albergar el Museo Nacional de Arqueología, Antropología e Historia del Perú.